# Recife de coral

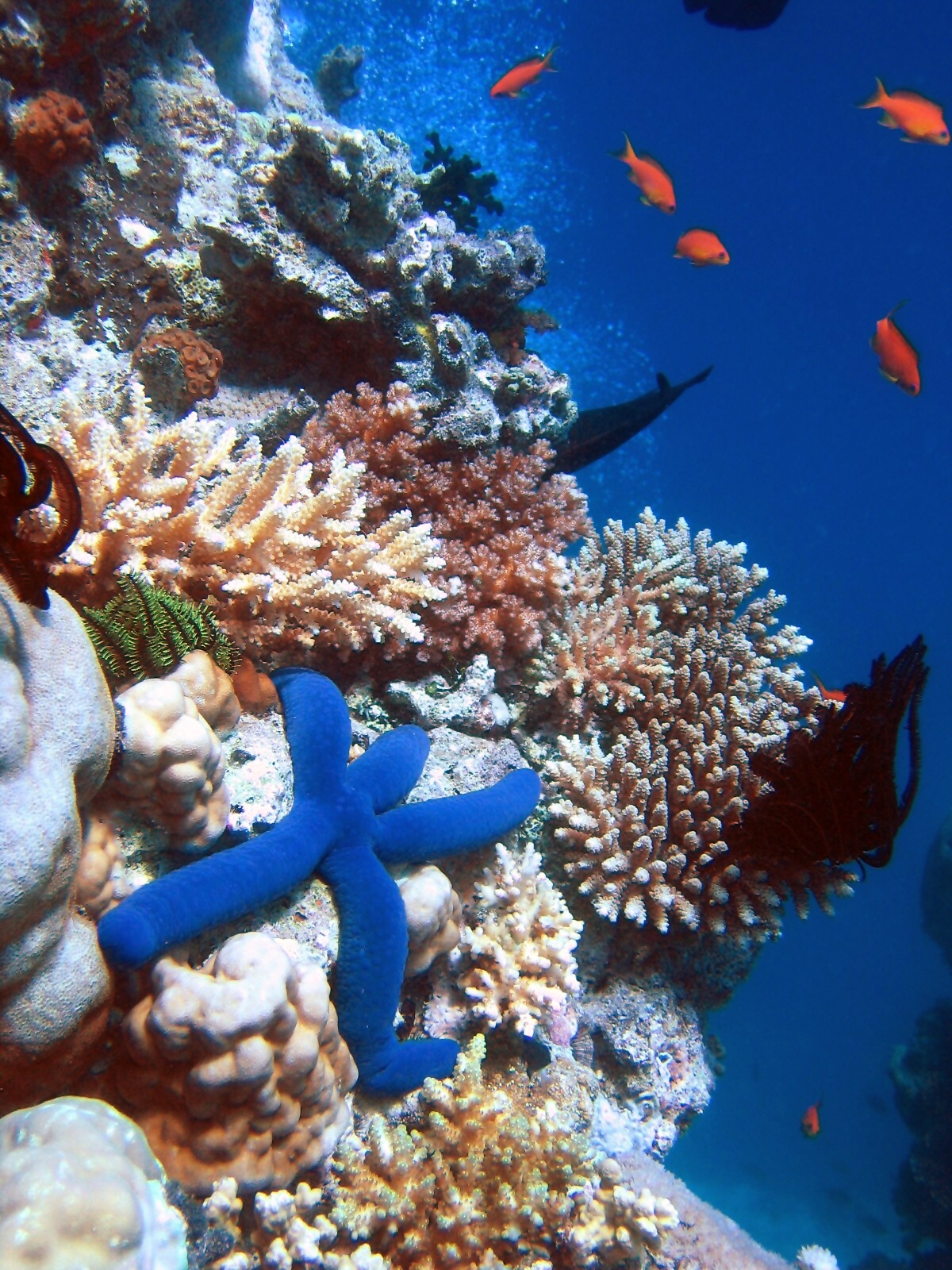
Um pouco da biodiversidade de um recife de coral.

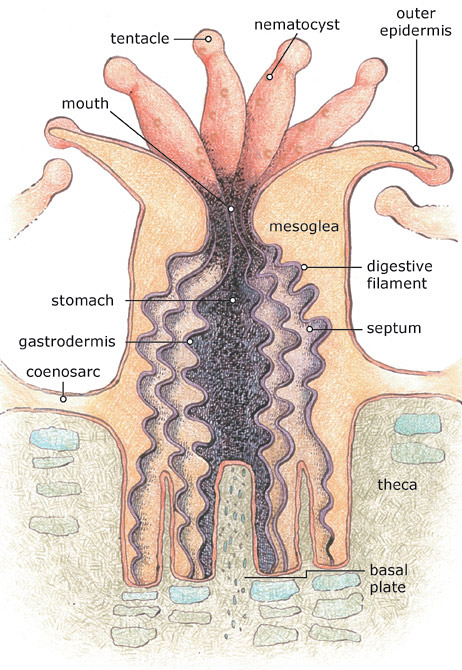
Anatomia de um pólipo de coral.

Um recife de coral é formado pela acumulação de animais marinhos e de certas algas. Com o tempo, em condições favoráveis, um recife de coral pode transformar-se numa ilha ou, pelo menos, em um atol.
Os recifes são ecossistemas com grande produtividade e grande biodiversidade que, em muitos casos, suportam importantes pescarias e o turismo. A própria rocha é também utilizada em construção, principalmente em recifes que já formam parte da terra firme.
Os recifes de coral são a maior estrutura viva do planeta, abrigando mais de 25% da vida marinha. O maior recife de coral vivo é a Grande Barreira de Coral, na costa de Queensland, Austrália. Seus principais seres vivos são: milhares de microscópicos organismos vivos conhecidos como pólipos de coral; e estrelas do mar. A temperatura da grande barreira de corais, em alguns lugares é 8 °C mais alta que a média, nisso, prejudicando os corais, que sofrem o branqueamento.

## Distribuição
Estima-se que os recifes de coral cubram cerca de 284 300 km2, com a região do Indo-Pacífico (Mar Vermelho, Oceano Índico, sudeste asiático e Oceano Pacífico) contribuindo com 91,9% do total, e os recifes do Oceano Atlântico e do Mar do Caribe contribuindo com apenas 7,6% do total.
Os recifes são restritos ou ausentes na costa oeste das Américas, assim como na costa oeste da África. Isso ocorre principalmente devido ao fenômeno da ressurgência e das fortes correntes de águas frias que reduzem a temperatura da água nessas áreas. Também são escassos na costa sul Asiática do Paquistão até o Bangladesh, bem como ao longo da costa nordeste da América do Sul, por causa do grande aporte de água doce proveniente dos rios Amazonas, Indo e Ganges.

## Biologia do recife

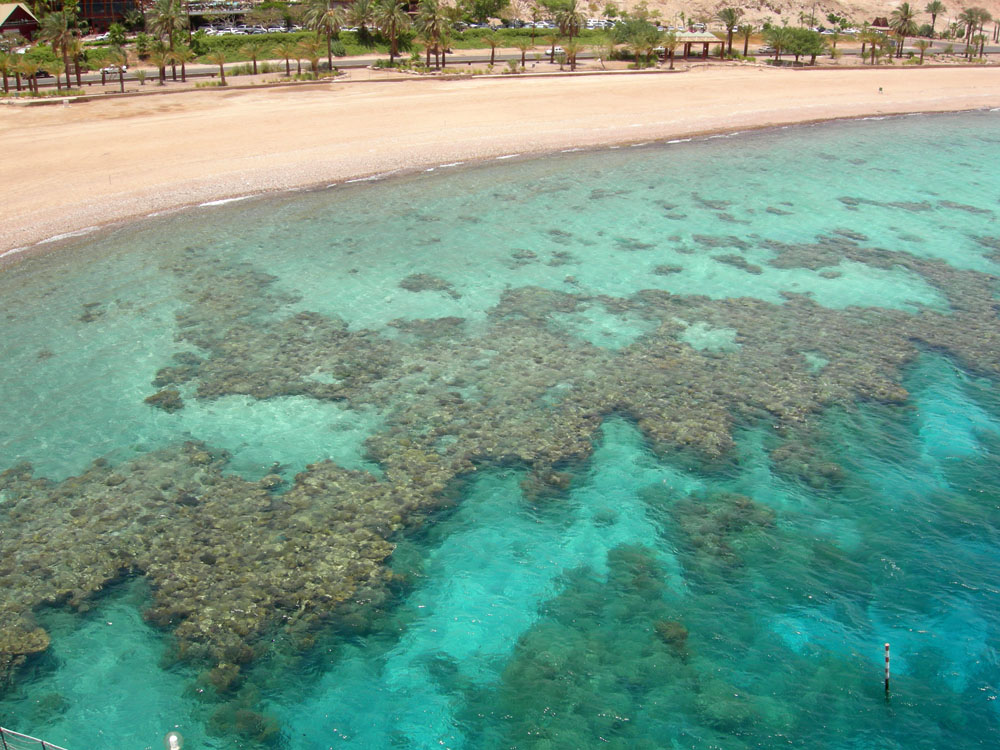

Das aproximadamente 48 000 espécies reconhecidas de vertebrados, mais de metade (24 600) são peixes. Destes, mais de 60% vivem exclusivamente em ambientes marinhos. Apesar dos recifes de coral serem menos de 1% da área total de oceanos do mundo, aproximadamente metade de todas as espécies conhecidas de peixes marinhos encontram-se concentrados nestas águas tropicais.
Os seres humanos constituem ainda a maior ameaça aos recifes de coral. Em particular a contaminação terrestre e a sobrepesca são as maiores ameaças para estes ecossistemas.
Os blocos construídos nos recifes de corais são os "esqueletos" de várias gerações de algas, corais e outros organismos construtoras de recifes, que são compostos por carbonato de cálcio.
Por exemplo, como um recife de coral cresce, ele estabelece uma estrutura esquelética encaixando cada novo pólipo. Ondas, peixes de pastejo (como peixe-papagaio), ouriços do mar, esponjas e outras forças e organismos quebram os esqueletos de corais em fragmentos que assentam em espaços na estrutura do recife. Muitos outros organismos que vivem na comunidade do recife contribuem para o esqueleto de carbonato de cálcio do recife do mesmo modo. Algas coralinas são realmente os principais contribuintes para a estrutura, pelo menos nas partes do recife submetidas às maiores forças por ondas (como o recife frente ao oceano aberto). Estas algas contribuem para a construção do recife através do depósito de calcário em folhas sobre a superfície do recife e contribuindo assim para a integridade estrutural do recife. Muitas espécies de algas coralinas formam nódulos, ou desenvolvem-se na superfície dos fragmentos, alargando estes. A crosta protege espécies formadoras de recifes por resistir a pressões e ondas atenuantes que iriam destruir a maior parte dos corais. Esta crosta frequentemente forma uma proteção sobre o cume de uma aresta exterior do recife (crista do recife ou a margem do recife), em particular no Pacífico
(Castro e Huber, 2000; Nybakken, 1997).
Os corais hermatípicos, responsáveis pela construção de recifes só são encontrados na zona eufótica (até 50m de profundidade), profundidade que que penetra luz solar o suficiente para ocorrer a fotossíntese. Os pólipos do coral não fazem fotossíntese, mas tem uma simbiose relacionada com algumas algas chamadas zooxanthellae; as células das algas dentro do tecido dos pólipos do coral realizam fotossíntese e produzem nutrientes orgânicos em excesso que são então utilizados pelos pólipos do coral. Devido a esta relação, corais crescem muito mais rapidamente em água limpa, que deixa entrar mais luz solar. Na verdade, a relação é responsável pelo coral, no sentido de que sem a sua simbiontes, o crescimento do coral seria muito lento para os recifes de corais de estrutura impressionante.
Embora corais sejam encontrados crescendo na maioria das áreas de recifes de corais saudáveis, a elevação da parte baixa do recife em relação ao nível do mar (energia das marés e considerando intervalo) impõe restrições significativas sobre o crescimento do coral. Em geral, apenas um pequeno número de espécies pode prosperar em corais da parte baixa do recife, e estes não podem crescer acima de uma certa altura, pois os pólipos podem suportar apenas a exposição ao ar na maré baixa.
É o aumento do crescimento de algas coralinas sobre a parte exterior do recife plano que, em última análise, resulta em um aumento global na elevação superficial de um recife, que tipicamente encosta suavemente descendente no sentido da costa ou lagoa e muito desce acentuadamente em direção ao mar. O crescimento fértil destas algas é uma resposta ao movimento da água levando nutrientes inorgânicos e eliminando resíduos. Os efeitos nocivos da exposição na maré baixa sobre as algas é algo que melhora constantemente por ondas quebrando na borda do recife. No entanto, é o caso que recifes maduros estão em equilíbrio com o nível do mar e das ondas em relação a sua elevação, e excesso de produção de calcário se afasta da margem para expandir o recife lateralmente e preencher em áreas baixas.
O crescimento mais prolífico de corais encontra-se na água mais profunda porque o fundo está menos exposto às ondas de maré: sobre o recife frontal, em lagoas, canais e ao longo dos canais do recife. Em condições de claridade, os corais fornecem a maior parte do material pétreo e a complexidade estrutural que resulta em uma alta diversidade de peixes e de invertebrados associados ao recife.

## Formações de recifes de coral

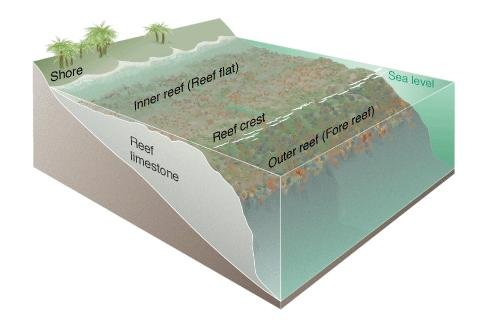
Diagrama de um coral franja.

Os recifes de coral podem ter uma variedade de formas, definidas a seguir:
- Recife atol - recife curto semelhante a um recife franja, mas mais inclinado, que prorroga para fora e para baixo a partir de um ponto ou península.
- Recife franja - recife que é ligado diretamente à terra ou fronteiras com um intervalo raso num canal ou lagoa.
- Recife barreira - recife separado de um continente ou ilha por uma terra profunda em uma lagoa, ver Grande Barreira de Corais.
- "Recife remendo" - um recife isolado, muitas vezes circular, geralmente dentro de uma lagoa ou baía.
- Recife fita - um recife longo, estreito e pouco sinuoso, geralmente associado a um atol ou lagoa.
- Recife mesa - recifes isolados, aproximando-se de um tipo de atol, mas sem uma lagoa.
- Recife atol - uma forma mais ou menos circular ou contínua de um recife barreira rodeando uma lagoa, sem uma ilha central, ver atol.

## Distribuição mundial de recifes

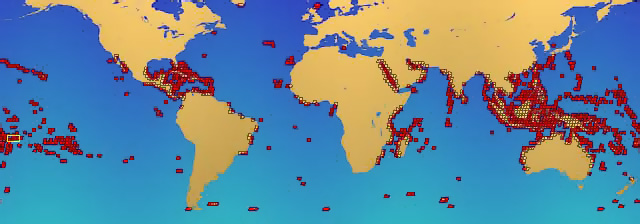
Localizações dos recifes de coral no mundo.

Os recifes de coral cobrem, estimadamente, 284.300 quilômetros quadrados das águas, com a região Hindo-Pacífica (incluindo o Mar Vermelho, o Oceano Índico, o Sudeste da Ásia e o Oceano Pacífico) resultando em 91.9% do total. O Sudeste da Ásia resulta em 32,3% da imagem, enquanto o Pacífico, incluindo a Austrália, resulta em 40,8%. Os recifes de coral do Oceano Atlântico e do Caribe resultam em apenas 7,6% do total mundial (Spalding et al., 2001).
Os recifes de coral são limitados ou inexistentes ao longo da costa oeste das Américas, bem como a costa oeste da África. Isto é devido principalmente a ressurgência e fortes correntes frias costeiras que reduzem a temperatura da água nessas áreas (Nybakken, 1997). Corais também são poucos ao largo da costa da Ásia do Sul a partir do Paquistão até Bangladesh (Spalding et al., 2001). Eles também são restringidos ao longo da costa norte-oriental da América do Sul e Bangladesh devido à liberação de grandes quantidades de água doce a partir do Amazonas e Ganges, respectivamente.
Famosos corais de recife e áreas do mundo com recifes incluem:
- A Grande Barreira de Corais - maior recife de corais do mundo, em Queensland, Austrália;
- A Barreira de Corais de Belize - segundo maior do mundo, em Belize, América Central, e
- O Recife de Coral do Mar Vermelho - localizado ao longo da costa do Egito.

## Ecologia e biodiversidade
Os recifes de coral suportam uma extraordinária biodiversidade, embora localizados em águas tropicais pobres em nutrientes. O processo de reciclagem de nutrientes entre corais, zooxantelas e outros organismos do recife oferecem uma explicação do porquê o coral floresce nestas águas: a reciclagem garante que menos nutrientes são necessários para suportar a comunidade.
As cianobactérias também fornecem nitratos solúveis para os recifes de corais no processo de fixação de nitrogênio. Os corais absorvem nutrientes, incluindo nitrogênio inorgânico e fósforo, diretamente a partir da água, e se alimentam do zooplâncton que são absorvidos pelos pólipos com o movimento da água (Castro e Huber, 2000). Assim, a produtividade primária em um recife de coral é muito elevada. Produtores em comunidades de recifes de corais incluem a simbiótica zooxantelas, algas coralinas e várias algas, especialmente os pequenos tipos chamados algas turfe, embora cientistas discordem sobre a importância destes organismos em particular (Castro e Huber, 2000). A riqueza de peixes nos recifes é preenchida por pequenos peixes que habitam o fundo do recife.
Os recifes de coral são o lar de uma variedade de peixes tropicais ou de recifes, tais como os coloridos peixe-papagaio, peixe-anjo, peixes da família Pomacentridae e peixe-borboleta. Mais de 4000 espécies de peixes habitam corais (Spalding et al., 2001).
Os recifes são também a casa de uma grande variedade de outros organismos, incluindo esponjas, cnidários (que inclui alguns tipos de corais e águas-vivas), vírus, crustáceos (incluindo camarão, lagosta e caranguejos), moluscos (incluindo cefalópodes), equinodermos (incluindo estrelas do mar, ouriços do mar e pepinos do mar), tartarugas marinhas e cobras do mar. Além de seres humanos, mamíferos são raros sobre recifes de corais, com a visita cetáceos como golfinhos a ser o principal grupo. Algumas destas espécies tem alimentação variadas diretamente sobre corais, enquanto outros pastam em algas no recife e participam no complexo da cadeia alimentar s (Castro e Huber, 2000; Spalding et al., 2001).
Um certo número de invertebrados, coletivamente denominados criptofauna, habitam o substrato pedra coral, cada um furando a superfície do calcário ou vivendo em preexistentes vácuos e fendas. Esses animais que ficam dentro da rocha incluem esponjas, moluscos bivalves, e Sipunculas. O recife inclui muitas outras espécies, especialmente crustáceos e poliquetos (Nybakken, 1997).

## Ameaças aos recifes

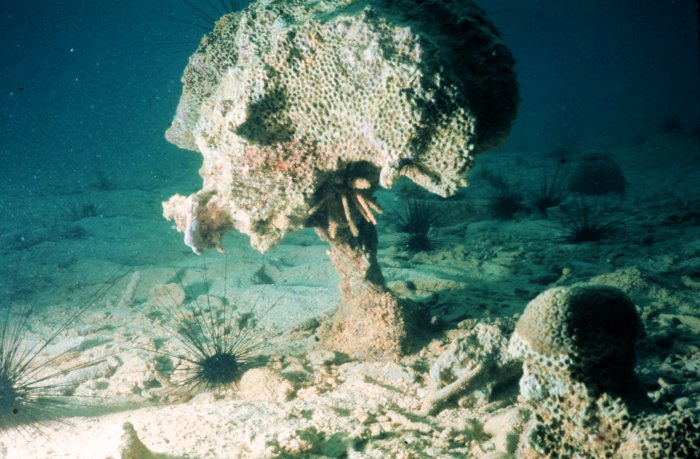
Bioerosão (danos no coral), isto pode ser causado por descoloramento do coral.

Os seres humanos continuam a representar a maior ameaça aos recifes de corais. A poluição e o excesso de pesca são as mais graves ameaças para estes ecossistemas. A destruição física de recifes devido ao tráfego marítimo de barcos é também um problema. O comércio de peixe vivo tem sido implicado como um condutor de declínio, devido à utilização de cianeto e outros produtos químicos na captura de pequenos peixes. Por último, as temperaturas da água acima do normal, devido a fenômenos climáticos como El Niño e o aquecimento global, pode causar descoramento do coral. De acordo com The Nature Conservancy, se a destruição continuar no ritmo atual, 70% dos recifes do mundo terão desaparecido dentro de 50 anos. Esta perda seria uma catástrofe econômica para os povos que vivem nos trópicos. Hughes, et al, (2003), escreve que "com o aumento da população humana e a melhora dos sistemas de transporte e armazenamento, a escala dos impactos humanos sobre recifes tem crescido exponencialmente. Por exemplo, mercados de peixes e outros recursos naturais tornaram-se globais, fornecendo procura por recifes recursos longe das suas fontes tropicais".
Atualmente os pesquisadores estão trabalhando para determinar o grau de impacto de vários fatores do sistema de recife. A lista de fatores é longa, mas inclui os oceanos agindo como um depósito de dióxido de carbono, as alterações na atmosfera da Terra, luz ultravioleta, acidificação do oceano, biológicas (vírus), impactos de tempestades de areia transportando agentes para longe naquilo recife sistemas, vários poluentes e outros. Os recifes são ameaçados para além das zonas costeiras e, portanto, o problema é mais amplo do que fatores de urbanização e da poluição que podem causar danos consideráveis.

### Desenvolvimento de terrenos e poluição
O desenvolvimento extenso e mal gerido de terras pode ameaçar a sobrevivência dos recifes de coral. Nos últimos 20 anos, uma vez prolífica as florestas de mangue, que absorvem grandes quantidades de nutrientes e de sedimentos da enxurrada provocada pela agricultura e da construção de estradas, edifícios, portos e canais, estão a ser destruídas. Águas ricas em nutrientes causas carnosas algas e fitoplânctons para prosperar nas zonas costeiras em sufocantes montantes conhecidos como proliferação de algas. Corais são assembleias biológicas adaptadas às águas com baixo teor de nutrientes, e à adição de nutrientes favorece espécies que perturbam o equilíbrio das comunidades do recife. Tanto a perda de zonas úmidas quanto a proliferação das algas são eventos considerados fatores importantes que afetam a qualidade da água em recifes. Baixa qualidade da água também foi apontada como uma das causas da dispersão de doenças infecciosas entre os corais. Carvão, um poluente industrial comum, também tem mostrado sua interferência no desenvolvimento de pólipos de corais.
Uma larga área do Golfo do México é hipóxica durante o ano, matando incontáveis seres da vida marinha e ameaçando o sistema de recifes de corais.

### Comércio de peixes de recifes vivos
Devido ao aumento da procura de peixes recifais que vivem na América do Norte e Europa, o uso de cianeto na pesca aumentou no Indo-Pacífico. 85% dos peixes de aquário do mundo são capturados nesta região, e quase todos eles são capturados com cianeto. O cianeto é usado para atordoar os peixes, a fim de capturá-los facilmente para o comércio. É prejudicial para os órgãos de peixes, e há uma taxa de mortalidade de 90% para peixes capturados com cianeto. O cianeto também é muito destrutivo para os recifes de corais em torno dos ecossistemas, uma vez que mata corais e outros invertebrados recife. (Barber e Pratt, 1-2) Corais também são prejudicados pela prática da má colheita do comércio de peixes vivos. Pescadores às vezes criam armadilhas sobre o recife com pés-de-cabra e rochas para assustar peixes em redes ou bisbilhotar corais além de recuperar peixes atordoados.
Um grande catalisador da pesca com cianeto é a pobreza dentro das comunidades de pesca. Em áreas como as Filipinas onde o cianeto é regularmente utilizado para a captura de peixes vivos de aquário, o percentual da população abaixo da linha de pobreza é de 40%. Nesses países em desenvolvimento, um pescador poderá recorrer a tais práticas não éticas, a fim de evitar a fome de sua família.
A pesca com dinamite é um outro método extremamente destrutivo que os pescadores utilizam na colheita de peixes pequenos. O procedimento da pesca com dinamite começa com uma garrafa que está cheia de explosivos constituídos por nitrato de potássio. Quando a dinamite sai da garrafa a explosão faz uma onda de choque subaquática causando um rompimento na bexiga natatórias dos peixes fazendo eles flutuarem. Uma segunda explosão é frequentemente usada para matar qualquer predador maior que foi atraído pelos peixes menores que morreram com a primeira explosão. Este método de pesca não só mata peixes pequenos, mas também tira a vida de muitos animais de recife que não são comestíveis ou não são procurados pelos humanos, como os corais em si. As áreas que costumavam ser cheias de corais são como agora são como deserto de areia, nenhum sinal de coral ou qualquer outro animal de recife que habitam recifes.

### Branqueamento de corais
Durante 1998, 2004, 2010, 2016 e 2019, o fenômeno meteorológico El Niño, que aumenta a temperatura na superfície do mar bem acima do normal, fez muitos corais tropicais serem branqueados ou mortos. Somente na Austrália alguns estudos têm apontado uma perda de até 50% dos corais da Grande Barreira de Coral, Alguns recuperados tem sido assinalados em vários locais remotos, mas o aquecimento global pode desfazer algumas destas recuperações no futuro. Espécies reativas de oxigênio nos tecidos são produzidas pelas algas da família Symbiodinacea que vivem em simbiose com os corais quando a temperatura da água sobe, causando a expulsão das algas simbiontes e o branqueamento do coral. O branqueamento ocorre pois as algas dão coloração aos corais, que de fato são translúcidos. Uma vez que percam suas algas, seu esqueleto calcário de cor branca fica visível, daí o termo branqueamento (ou bleaching, em inglês).
Em 2019, a região sul da Bahia enfrentou um aumento de temperatura do mar sem precedentes, causando a maior mortalidade de corais já registrada na costa Brasileira, que se repetiu em 2020 na costa Pernambucana e Alagoana, na APA Costa dos Corais.
No entanto, Ben McNeil da Universidade de Nova Gales do Sul criou uma hipótese de que os recifes não estão em declínio, e podem ter níveis superiores pré-industriais por 35% em 2100, especialmente devido à influência positiva do aquecimento global. No entanto, o crescimento em alguns recifes devido ao aquecimento global é esperado para compensar a morte dos outros recifes, devido à temperatura confortável para um coral, uma temperatura próxima da temperatura que um coral é descorado.
Alguns sugerem que, embora recifes podem morrer em determinadas áreas, outras áreas irão se tornar habitáveis para corais, e formar recifes de coral. Outros ainda apontam para dados que sugerem que a temperatura global nunca foi alterada mais de um grau por um tempo muito longo.

### Destruição mundial de corais
Os recifes de coral do sudeste asiático estão em risco por práticas de pesca perigosas (como pesca com cianeto ou dinamite), pesca predatória, sedimentação, poluição e descoramento. Uma variedade de atividades, incluindo a educação, a regulamentação e o estabelecimento de zonas marinhas protegidas estão em curso para proteger estes recifes. A Indonésia, por exemplo, tem cerca de 33 000 quilômetros quadrados de recifes de corais. Os mares da Indonésia é lar de um terço do total de corais do mundo e de um quarto das espécies de peixes de recifes do mundo. Os corais da Indonésia estão localizados no coração do Triângulo de Corais e tem sido vítima de pesca destrutiva, turismo desregulado e descoramento devido a mudanças climáticas. Os dados de 414 estações de monitoramento de recifes na Indonésia em 2000 revelaram que apenas 6% dos corais da Indonésia estão em excelente condição, enquanto 24% estão em bom estado, e aproximadamente 70% estão em má condição (2003 A Universidade Johns Hopkins). Uma equipe de pesquisa descobriu que os corais nas águas de Singapura normalmente não se estendem por mais de oito metros, já que os níveis de luz além dessa profundidade não são suficientes para sustentar o crescimento dos corais. Os pesquisadores também descobriram que as espécies presentes em áreas mais profundas são capazes de tolerar uma gama mais ampla de condições, e é improvável que sejam ameaçadas por um aumento no nível do mar, desde que outros fatores de estresse, como a sedimentação, não aumentem.
Estimativas Gerais mostram que aproximadamente 10% dos recifes de corais do mundo já estão mortos.[carece de fontes?] Os Problemas vão de efeitos ambientais por causa de técnicas de pescaria, descritas acima, para acidificação do oceano. O descoramento de corais é outra manifestação do problema e esta aparecendo em vários recifes pelo planeta.

## Proteção e Restauração de Recifes
Habitantes da Ilha Ahus, Província de Manus, Papua-Nova Guiné, tem um histórico de gerações de prática de pesca em seis áreas de sua lagoa de recife. Enquanto a pesca com linha é permitida, pesca com rede e lanças são restritos para tradições culturais. O resultado é que tanto a biomassa quanto os peixes individualmente são significativamente maiores nestas áreas do que em áreas em que a pesca é completamente irrestrita (Cinner et al. 2005). É estimado que aproximadamente 60% dos recifes do mundo estão em risco por conta de atividades destrutivas relacionadas à atividade humana. A ameaça da saúde dos recifes é particularmente forte no sudeste da Ásia, onde uma qcerca de de 80% dos recifes estão considerados em perigo.

### Áreas Protegidas pela Marinha
Um método de administração de recifes costeiros que está se tornando cada vez mais proeminente e á implementação das Áreas Protegidas pela Marinha. APMs foram introduzidas no sudeste da Ásia e em qualquer outro lugar do mundo que tenta promover pesca responsável e proteção de habitat. Assim como a designação de parques nacionais e áreas protegidas, extrações potencialmente danosas são proibidas. Os objetivos das APMs são tanto social quanto biológico, incluindo a restauração de recifes de coral, manutenção estática, aumentar e proteger a biodiversidade e benefícios econômicos. Conflitos envolvendo as APMs envolvem falta de participação, visões e percepções de efetividade conflitantes, e fundos.
A Indonésia tem atualmente 9 APMs, clamando um total de 41 129 km² de águas costeiras sob proteção[carece de fontes?] Um estudo realizado numa das mais novas APMs implantadas na Indonésia mostra a necessidade de co-gerenciamento quando se fala em sucesso de gerências APMs. A aproximação colaborativa enfatiza a cooperação e a parceria entre partidos em nível nacional, provincial e da comunidade local.
Os recifes de coral das Filipinas e Indonésia estão desaparecendo rapidamente graças a pesca com dinamite e cianide. Entre 1966 e 1986 a produtividade dos recifes de corais das Filipinas caiu em um terço enquanto a população nacional dobrou (estado dos recifes).[carece de fontes?] Na Indonésia também, mais de oitenta por cento dos corais estão correndo perigo (o Alerta de Jacarta). Estes dois locais são o lar da maior diversidade de recifes do mundo. Se o grau de destruição não diminuir, 70% de todos os corais do mundo irão desaparecer nos próximos 25 a 40 anos (nas Filipinas) [carece de fontes?]

### Organizações
Muitas organizações existem para ajudar a preservar o habitat dos recifes de corais. Por exemplo, o "Conselho Aquático da Marinha" (CAM) é uma organização internacional sem fins lucrativos que funciona para trazer responsabilidade e sustentabilidade para a indústria de comércio de peixes de aquário preocupada que as práticas da indústria possam fazer mal aos recifes de coral. Estas preocupações incluem o uso de cianido para atordoar os peixes e poder pescá-los, práticas erradas de cuidado e acasalamento, diminuição do número de animais selvagens, regulamentos limitados do governo e manutenção de recursos naturais, e a falta de informação confiável sobre a indústria. Um banimento em coleta de organismos de recifes para a indústria aquária criaria a perda de sustentamento das comunidades, e possivelmente aumentaria a troca ilegal. CAM mantém uma grande rede de pesquisadores, operadores da indústria e ambientalistas para garantir soluções objetivas que beneficiem a indústria e o meio ambiente. CAM apoia o conceito de que existe uma maneira sustentável e responsável de alcançar as demandas da indústria criando padrões internacionais e esquemas de certificação para informar e educar consumidores, colecionadores, e revendedores sobre a importância de sustentar um ambiente saudável para o recife de coral.

### Pesquisa
Os pesquisadores concentram seus estudos na compreensão dos fatores (naturais, antropogênicos, físicos e biológicos) que influenciam a estrutura da comunidade nos diferentes sistemas corais dos ecossistemas marinhos bentônicos. O conhecimento que os cientistas obtiveram dos recifes de coral veio de estudos realizados nas últimas décadas em recifes altamente perturbados (Caribe, Austrália, Havaí, etc.).
O Smith Lab está usando ecologia experimental para entender melhor as estratégias de restauração dos recifes de coral. Eles têm dois experimentos de restauração em execução. O primeiro explora técnicas para a remoção de espécies invasoras (coralimorfo) em conjunto com o transplante de coral no Atol de Palmyra. Este trabalho aborda como o arranjo espacial dos transplantes de coral afeta seu crescimento e sobrevivência. Este experimento está em andamento há 4 anos.
Em algumas áreas da Flórida e do Caribe, a cobertura de corais diminuiu de 50 a 80% nas últimas três décadas. O Programa de Monitoramento e Avaliação de Recifes de Coral de Mote mantém um viveiro subaquático que cresce corais Acropora cervicornis, uma espécie ameaçada de coral que cresce relativamente rápido. O Centro Internacional de Pesquisa e Restauração de Recifes de Coral Elizabeth Moore plantou mais de 43 000 corais em recifes empobrecidos em Florida Keys.
Os corais evoluíram como sistemas otimizados de aumento de fótons, estimulando o crescimento de microalgas com eficiência de espaço e excelentes eficiências quânticas fotossintéticas. Os cientistas estão procurando métodos para copiar e imitar essas estratégias da natureza para aplicações comerciais e conservação de corais. Eles desenvolveram estruturas inspiradas em corais impressas em 3D que podem cultivar densas populações de algas microscópicas, abrindo caminho para novos materiais de inspiração bio e suas aplicações para a conservação de corais.

## Recifes notáveis
- A Grande Barreira de Coral, a norte da Austrália.
- A barreira de recife em Alagoas, com cerca de 135 km.
- Grande barreira de recife do Belize
- Grande barreira de recife do Banco Chinchorro, no mar das Caraíbas
- Recifes de coral das ilhas da Baía de Todos os Santos [22]